# Papa Marcelo I
O Papa Marcelo I (em latim: Marcellus) foi o trigésimo papa da Igreja, exercendo sua função de maio de 308 a 309, sucedendo ao Papa Marcelino, após uma considerável lacuna de tempo.
Sob o Império de Magêncio, ele foi expulso de Roma, em 309, em virtude do tumulto causado pela gravidade das penitências que impusera aos cristãos que haviam renegado a fé, sob recente perseguição. Ele morreu martirizado no mesmo ano, sendo substituído pelo Papa Eusébio. Seus restos mortais estão sob o altar da Igreja de San Marcello al Corso, em Roma. Sua festa é celebrada em 16 de janeiro.

## Situação deRomaà época do martírio de Marcelino

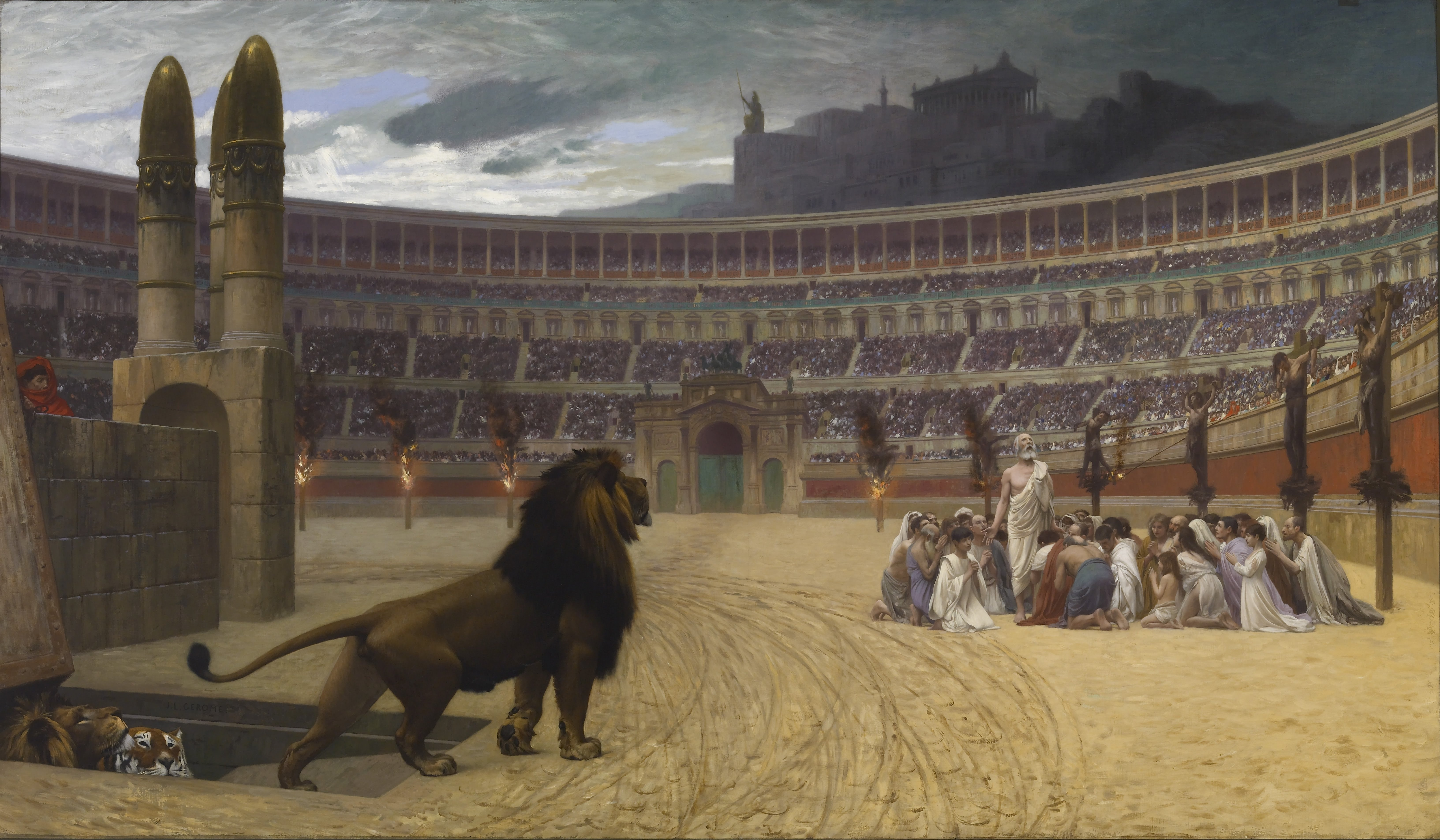
A última oração dos mártires cristãos, por Jean-Léon Gérôme (1883). A perseguição de Diocleciano tinha o único fim de travar a rápida expansão do Cristianismo, e terá sido a mais violenta de todas.

O Império Romano estava em paz desde 260 e, nesta situação, cerca de sete milhões de pessoas professam a religião cristã, em meio a cinquenta milhões que seguiam a religião oficial. Tudo andava bem, quando o partido da antiga religião conseguiu persuadir Galério que a política de restauração e centralização do imperador Diocleciano exigia a supressão do cristianismo. Por causa disso, o imperador proclamou a última perseguição. Diocleciano emitiu quatro editos que condenavam à destruição as igrejas e as Sagradas Escrituras, como também aprisionar os líderes das comunidades cristãs, torturando aqueles que não quisessem sacrificar aos antigos deuses, e matando aqueles que, a despeito das torturas, não tivessem renunciado à fé apostólica.
Tal perseguição teve consequências dramáticas sobre a disciplina interna da Igreja: foram inúmeros os mártires, mas também os apóstatas, isto é, aqueles que, para salvarem-se da morte, ofereciam sacrifícios aos ídolos ou fazendo-se inscrever nos registros daqueles que tinham obedecido aos editos. A Sé romana permaneceu vacante por quase quatro anos, ainda que, já em 305, com a abdicação de Diocleciano e de Maximiano, a perseguição foi diminuindo gradativamente de intensidade e, depois de 307, com a proclamação de Magêncio, na Itália e na África, praticamente acabou. Sob seu domínio, os cristãos de Roma foram retomando lentamente a posse de seus bens e puderam reunir-se novamente sem medo para as celebrações eucarísticas. Iniciaram, assim, a reorganização da comunidade.

## Biografia
Segundo o "Catálogo Liberiano", Marcelo, um romano, foi eleito papa pelo clero romano por volta da última metade de 308 (Fuit temporibus Maxenti a cons. X et Maximiano usque post consulatum X et septimum). Com base na interpretação do arqueólogo italiano Giovanni Battista de Rossi, tal anotação deveria ser lida A cons. Maximiano Herculio X et Maximiano Galerio VII [308] usque post cons. Maxim. Herc. X et Maxim. Galer. VII [309]. À sua ascensão, encontrou a Igreja numa situação desastrosa. Os locais de reunião e alguns cemitérios foram confiscados e as atividades ordinárias foram interrompidas. Além disso, ocorriam alguns desentendimentos internos causados pelo grande número de pessoas que tinham renunciado a fé durante o período de perseguição e que, sob a direção de um apóstata, pretendiam ser readmitidos à Eucaristia sem que tivessem feito um ato de arrependimento, porque, na opinião deles, a longa vacância da Cátedra de São Pedro, depois da abdicação do próprio pontífice, lhes permitiria retomar tais procedimentos na comunidade.
Uma vez eleito, Marcelo assumiu de imediato o compromisso de reorganizar a Igreja. Segundo o Liber Pontificalis, ele subdivide o território metropolitano em 25 distritos (tituli) assemelháveis às atuais paróquias, à chefia dos quais era posto um presbítero que presidia a preparação dos catecúmenos, o batismo, a administração das penitências, as celebrações litúrgicas e o cuidado dos locais de sepultura e de memória. Além disso, seu nome é ligado, sobretudo, à fundação do cemitério de Novella (Cœmeterium Novellœ), situado na Via Salária, em frente à Catacumba de Priscila. O Liber Pontificalis relata: Hic fecit cymiterium Novellae via Salaria et XXV titulos in urbe Roma constituit quasi diœcesis propter baptismum et pœnitentiam multorum qui convertebantur ex paganis et propter sepulturas Inartyrum. No início do VII século, provavelmente, Roma contava com 25 igrejas titulares, existindo uma tradição histórica que sustenta que a administração eclesiástica tenha sido reformada depois da perseguição de Diocleciano, portanto, o compilador do Liber Pontificalis a atribui a Marcelo.
O trabalho como papa foi, porém, rapidamente interrompido pela controvérsia dos apóstatas. Marcelo, forte defensor das antigas tradições, endureceu a sua posição e exigiu penitência daqueles que queriam ser readmitidos. Em testemunho dessa posição, existe uma epígrafe composta pelo Papa Dâmaso I para o seu túmulo: “Pastor verdadeiro, porque manifestou aos lapsi as obrigações que tinham no sentido de expiarem os seus delitos com as lágrimas da penitência, foi considerado por aqueles miseráveis como terrível inimigo. Eis aqui o motivo pelo furor, ódio, discórdia, sedição, morte. Por causa do delito de um que também durante a paz renegou a Cristo, Marcelo foi deportado, vítima da crueldade de um tirano”. Em virtude de tal situação, formou-se uma ala que se opunha ao papa e que criava disputas, sedições e massacres. Magêncio, que deu crédito às acusações dos turbulentos, responsabiliza Marcelo pelas desordens e o exila em lugar até hoje ignorado. Tudo isso acontece no final de 308 ou no início de 309, com base no que se reporta no “Catálogo Liberiano”, que fala de um pontificado não maior que dois anos. Marcelo morreu exilado pouco depois de ter deixado Roma e foi rapidamente venerado como santo.
Com base no Depositio Episcoporum, na “Cronografia” de 354 e em outros documentos, a sua festa acontece em 16 de janeiro. Não obstante, ignora-se qual teria sido o local de seu exílio, bem como a data precisa de sua morte. É certo, porém, segundo o “Martirológio Jeronimiano”, que suas relíquias foram trasladadas a Roma e sepultadas na Catacumba de Priscila. Seus restos mortais foram depositados na antiga urna de basalto verde no altar-mor da Igreja San Marcello al Corso, na Via del Corso, em Roma.

### APassio Marcelli
No Liber Pontificalis e no Breviário Romano é reportada uma versão diferente da morte de Marcelo, versão conhecida como Passio Marcelli do século V e descrita nos Acta Sanctorum: Magêncio, enfurecido pela reorganização da Igreja, comandada por Marcelo, exigia ao papa que renunciasse à sua dignidade episcopal e que adorasse aos ídolos pagãos, como seu predecessor. À sua recusa, este foi condenado a trabalhar como escravo numa estação postal (catabulum) de Roma. Depois de nove meses, foi libertado pelo clero romano, mas foi novamente condenado por ter consagrado a casa da matrona romana Lucina. A condenação consistia em cuidar dos cavalos recolhidos no mesmo catabulum. Poucos dias depois, Marcelo morreu. Tal versão foi criada para localizar de alguma forma o lugar do martírio do papa: o título de Marcelo, que era localizado nos correios públicos, chamava-o de "San Marcello in Catàbulo". Por tal motivo, é considerado o padroeiro dos cocheiros e dos treinadores de cavalos.
A construção da atual Igreja de San Marcello al Corso remonta ao século XVI, e foi provavelmente edificada sobre as ruínas da igreja precedente que, por sua vez, se achava no lugar do catábulo, onde Marcelo teria sido morto.

## A tese deTheodor Mommsen
Segundo o famoso estudioso alemão, a despeito da versão oficial da Igreja Católica, Marcelo não teria sido realmente o bispo de Roma, mas um simples presbítero romano, a quem alegadamente se confiou a regência da administração eclesiástica durante o último período de vacância do trono de Pedro. Com base neste ponto de vista, a data de 16 de janeiro de 309 não é outra senão a de morte de Marcelino (não mais papa desde sua abdicação), a quem o Papa Eusébio teria sucedido. O dia 25 de outubro de 304 não seria, portanto, a data de sua morte, mas de sua abdicação. Tal hipótese se valoriza pelo fato de que alguns catálogos mencionam só um papa, chamado algumas vezes de Marcelino e outras de Marcelo. Seja como for, não existem provas históricas que possam sustentar esta tese.

## O Culto
Do Martirológio Romano:

16 de janeiro – Em Roma, na Via Salária, o natal de São Marcelo I, o qual, tendo confessado a fé católica, por ordem do tirano Magêncio, foi primeiro espancado com bastões, depois destinado ao serviço dos animais sob boa custódia, onde morreu, servindo, vestido de cilício.